# 圣马尔德弗雷讷
圣马尔德弗雷讷（法語：Saint-Mards-de-Fresne，法語發音：[sɛ̃ maʁ də fʁɛn]）是法国厄尔省的一个市镇，位于该省西部，属于贝尔奈区。

## 地理
圣马尔德弗雷讷（49°4'23"N, 0°27'49"E）面积13.49 平方千米，位于法国诺曼底大区厄尔省，该省份为法国北部内陆省份，北起滨海塞纳省，西接奧恩省和卡爾瓦多斯省，南至厄尔-卢瓦省，东临瓦兹省、瓦兹河谷省和伊夫林省。
与圣马尔德弗雷讷接壤的市镇（或旧市镇、城区）包括：库尔托讷双教堂村、圣樊尚迪布莱。

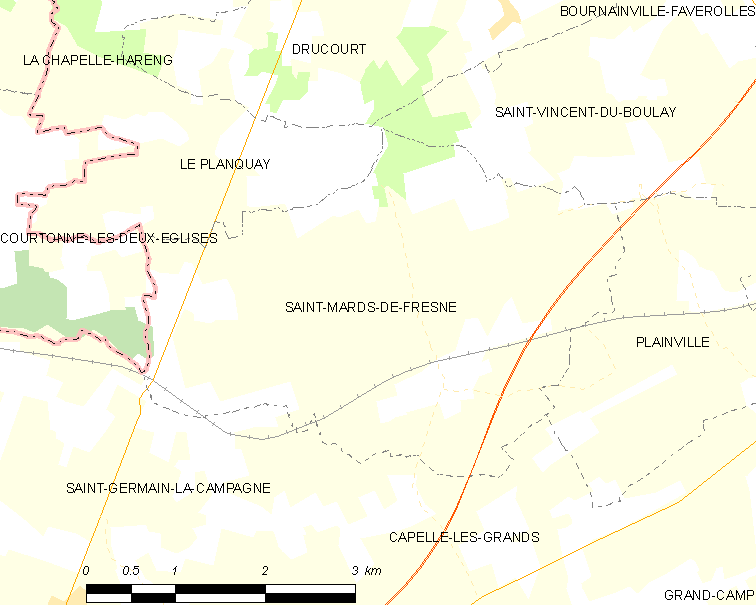
圣马尔德弗雷讷的OSM定位图

圣马尔德弗雷讷的时区为UTC+01:00、UTC+02:00（夏令时）。

## 行政
圣马尔德弗雷讷的邮政编码为27230，INSEE市镇编码为27564。

## 政治
圣马尔德弗雷讷所属的省级选区为伯兹维尔县。

## 人口

1962-2008年间圣马尔德弗雷讷人口变化图示

圣马尔德弗雷讷于2022年1月1日时的人口数量为344人。